# Maurice van den Dool
Maurice Wouter Jan van den Dool (19 juli 1980 - 3 mei 2000) was een Nederlands schaatser. Zijn beste resultaat was een vierde plaats op het WK allround voor junioren in februari 2000, waar hij de tweede plaats behaalde op de afstanden 3000 en 5000 meter en de derde plaats op de 1500 meter.
Enkele maanden later kwam hij op 19-jarige leeftijd bij een ongeval om het leven door een aanrijding.

## Persoonlijke records
| Afstand      | Tijd     | Datum            | Baan      |
| ------------ | -------- | ---------------- | --------- |
| 500 meter    | 38,44    | 17 maart 2000    | Calgary   |
| 1000 meter   | 1.16,93  | 2 januari 2000   | Inzell    |
| 1500 meter   | 1.54,81  | 13 februari 2000 | Collalbo  |
| 3000 meter   | 3.50,61  | 17 maart 2000    | Calgary   |
| 5000 meter   | 7.01,17  | 27 februari 1999 | Den Haag  |
| 10.000 meter | 14.57,38 | 14 februari 1999 | Groningen |